# A Grand Don't Come for Free
A Grand Don't Come for Free è un concept album del rapper inglese The Streets, pubblicato il 10 maggio 2004.

## Descrizione
A Grand Don't Come for Free è un concept album. Nella storia, il protagonista perde 1000 sterline. Nella prima traccia dell'album, "It Was Supposed to Be So Easy", perde il denaro mentre è fuori da una videoteca che sta cercando di effettuare un prelievo al bancomat. Mentre cerca di recuperare i suoi soldi, il ragazzo:
- Conquista una ragazza ("Could Well Be In")
- Cerca di vincere il denaro col gioco d'azzardo clandestino ("Not Addicted")
- Si ritrova ubriaco ad una festa di matrimonio a fare uso di ecstasy, cocaina, quando la sua ragazza manca ad un appuntamento ("Blinded By the Lights")
- Esamina i pro e i contro di una relazione (e menziona la sua televisione rotta, che diventa importante più tardi nella storia) ("Wouldn't Have It Any Other Way")
- Litiga con la sua ragazza ("Get Out of My House")
- Si atteggia per impressionare una ragazza ("Fit But You Know It") in un ristorante da asporto, durante una notte di pesanti bevute in vacanza
- Rivede con rimorso gli eventi della notte precedente durante una telefonata ad un amico ("Such a Twat")
- Sospetta che sia stato un suo amico a rubargli la giacca e le 1000 sterline. Scopre che la sua ragazza ha un'altra relazione ("What is He Thinking?")
- Cerca di trovare un accordo con la sua ragazza che vuole lasciarlo ("Dry Your Eyes").
- La traccia finale, "Empty Cans", contiene due possibili conclusioni, una amara e una felice, nella quale trova 1000 sterline nella TV rotta.

La b-side del primo singolo estratto dall'album, "Fit But You Know It", contiene la canzone "Soaked By The Ale". La storia di questo pezzo ha luogo tra gli eventi di "Fit But You Know It" e "Such A Twat". Esso ha come protagonista un amico di Mike, accusato da quest'ultimo per avergli rubato del gelato durante una vacanza in Spagna come risultato di un bere eccessivo. L'ordine cronologico si intuisce in "Such A Twat", dove Skinner dice:

## Tracce
Testi e musiche di Mike Skinner.
1. It Was Supposed to Be So Easy – 3:55
2. Could Well Be In – 4:23
3. Not Addicted – 3:40
4. Blinded by The Lights – 4:44
5. Wouldn't Have It Any Other Way – 4:36
6. Get Out Of My House! – 3:52
7. Fit But You Know It – 4:14
8. Such a Twat – 3:47
9. What Is He Thinking? – 4:40
10. Dry Your Eyes – 4:31
11. Empty Cans – 8:14

## Classifiche

### Classifiche settimanali
| Classifiche (2004) | Posizione massima |
| ------------------ | ----------------- |
| Australia          | 11                |
| Austria            | 24                |
| Belgio (Fiandre)   | 22                |
| Belgio (Vallonia)  | 43                |
| Danimarca          | 4                 |
| Finlandia          | 18                |
| Francia            | 38                |
| Germania           | 25                |
| Irlanda            | 1                 |
| Norvegia           | 5                 |
| Nuova Zelanda      | 7                 |
| Paesi Bassi        | 45                |
| Regno Unito        | 1                 |
| Stati Uniti        | 82                |
| Svezia             | 9                 |
| Svizzera           | 34                |

### Classifiche di fine anno
| Classifica (2004) | Posizione |
| ----------------- | --------- |
| Australia         | 100       |
| Belgio (Fiandre)  | 71        |
| Regno Unito       | 13        |